# Цапель
Цапель (нем. Zapel) — община в Германии, в земле Мекленбург-Передняя Померания.
Входит в состав района Пархим. Подчиняется управлению Кривиц.  Население составляет 428 человек (на 31 декабря 2010 года). Занимает площадь 11,57 км².